# Pleurobema chattanoogaense
Pleurobema chattanoogaense es una especie de molusco bivalvo  de la familia Unionidae.

## Distribución geográfica
Es  endémica de los  Estados Unidos.

## Hábitat
Su hábitat natural son: los ríos.